# Turó de l'Aguilar (Tavèrnoles)
|  | Aquest article tracta sobre Turó de l'Aguilar de Tavèrnoles. Vegeu-ne altres significats a «Turó de l'Aguilar». |

El Turó de l'Aguilar és una muntanya de 824 metres que es troba al municipi de Tavèrnoles, a la comarca d'Osona.